# 난조정
난조정(南条町)은 후쿠이현 난조군에 설치되었던 정이다. 2005년 1월 1일, 난조군 이마조정, 고노촌과 합병하여 미나미에치젠정이 성립하여, 난조정은 폐지되었다.

## 지리
정역을 남에서 북으로 향하여 히노강이 흐른다.

## 역사
- 1954년 1월 1일 - 미나미히노촌, 기타소마야마촌, 미나미소마야마촌이 합병해 난조정이 성립하였다.
- 1964년 9월 1일 - 난조촌이 정으로 승격해 난조정이 되었다.
- 2005년 1월 1일 - 난조정 및 이마조정, 고노촌 등 3개 정·촌이 합병·폐지되고, 미나미에치젠정이 설치되었다.

## 행정
- 합병시의 정장: 마스자와 요시카즈(増澤善和)

## 교통
남북 방향으로 JR 호쿠리쿠 본선과 국도 365호선이 관통하고 있다. 호쿠리쿠 자동차도가 호쿠리쿠 본선에 병행하고 있다. 호쿠리쿠 자동차도에는 난조 휴게소가 있으며 합병 후인 2005년 12월에 사회 실험을 위한 스마트 인터체인지가 설치되었다.

### 도로
- 호쿠리쿠 자동차도
- 국도 365호선(전 구간 중복)

### 철도
- 서일본 여객철도 호쿠리쿠 본선